# Вес Крејвен
Визли Ерл „Вес” Крејвен (енгл. Wesley Earl "Wes" Craven, 2. август 1939. – 30. август 2015) био је амерички режисер, писац, продуцент и глумац. Најпознатији је по својим филмовима Страва у Улици брестова, Врисак, Брда имају очи и Последња кућа са леве стране.
Што се тиче франшизе "Страва у Улици брестова", oсмислио је лик Фредија Кругера, као и Ненси Томпсон, који су били основа за прављење читавог серијала филмова Страве у Улици брестова, римејкова и ТВ серија. Режисер је и последњег наставка, овог серијала, под називом Страва у Улици брестова 7: Нови и последњи кошмар, такође познатог и као Нова ноћна мора Веса Крејвена.

## Филмографија
| Година | Филм                                              | Режија | Сценарио | Продуцент | Глумац | Монтажер |
| ------ | ------------------------------------------------- | ------ | -------- | --------- | ------ | -------- |
| 1972   | Последња кућа са леве стране                      | Да     | Да       | Не        | Не     | Да       |
| 1975   | Жена ватромет                                     | Да     | Да       | Не        | Не     | Да       |
| 1977   | Брда имају очи                                    | Да     | Да       | Не        | Не     | Да       |
| 1978   | Странци у нашој кући                              | Да     | Не       | Не        | Не     | Не       |
| 1981   | Смртоносни благослов                              | Да     | Да       | Не        | Не     | Не       |
| 1982   | Чудовиште из мочваре                              | Да     | Да       | Не        | Не     | Не       |
| 1984   | Страва у Улици брестова                           | Да     | Да       | Не        | Не     | Не       |
| 1985   | Хладњак                                           | Да     | Не       | Не        | Не     | Не       |
| 1985   | Брда имају очи 2                                  | Да     | Да       | Не        | Не     | Не       |
| 1985   | Зона сумрака                                      | Да     | Не       | Не        | Не     | Не       |
| 1986   | Смрт после смрти                                  | Да     | Не       | Не        | Не     | Не       |
| 1987   | Страва у Улици брестова 3: Ратници снова          | Не     | Да       | Да        | Не     | Не       |
| 1988   | Змија и дуга                                      | Да     | Не       | Не        | Не     | Не       |
| 1989   | Шокер                                             | Да     | Да       | Да        | Да     | Не       |
| 1994   | Страва у Улици брестова 7: Нови и последњи кошмар | Да     | Да       | Да        | Да     | Не       |
| 1995   | Вампир у Бруклину                                 | Да     | Не       | Не        | Не     | Не       |
| 1995   | Секач мозга                                       | Не     | Не       | Да        | Не     | Не       |
| 1996   | Врисак                                            | Да     | Не       | Не        | Да     | Не       |
| 1997   | Врисак 2                                          | Да     | Не       | Да        | Да     | Не       |
| 1997   | Господар жеља                                     | Не     | Не       | Да        | Не     | Не       |
| 1998   | Не гледај доле                                    | Не     | Не       | Да        | Не     | Да       |
| 1998   | Карневал душа                                     | Не     | Не       | Да        | Не     | Да       |
| 1999   | Музика срца                                       | Да     | Не       | Не        | Не     | Не       |
| 2000   | Врисак 3                                          | Да     | Не       | Не        | Да     | Не       |
| 2000   | Дракула                                           | Не     | Не       | Да        | Не     | Не       |
| 2005   | Уклета                                            | Да     | Не       | Не        | Не     | Не       |
| 2005'  | Ноћни лет                                         | Да     | Не       | Не        | Не     | Не       |
| 2006   | Брда имају очи                                    | Не     | Не       | Да        | Не     | Не       |
| 2006   | Бостонски адвокати                                | Не     | Не       | Не        | Да     | Не       |
| 2006   | Париз, с љубављу                                  | Да     | Да       | Не        | Да     | Не       |
| 2007   | Брда имају очи 2                                  | Не     | Да       | Да        | Не     | Не       |
| 2008   | Дневник живих мртваца                             | Не     | Не       | Не        | Да     | Не       |
| 2009   | Последња кућа са леве стране                      | Не     | Не       | Да        | Не     | Не       |
| 2010   | Узми моју душу                                    | Да     | Да       | Да        | Не     | Не       |
| 2011   | Ја сам Ненси                                      | Не     | Не       | Не        | Да     | Не       |
| 2011   | Врисак 4                                          | Да     | Не       | Да        | Да     | Не       |
| 2013   | Касл                                              | Не     | Не       | Не        | Да     | Не       |
| 2015   | Врисак                                            | Не     | Не       | Да        | Не     | Не       |

## Глумци са којима је сарађивао
| #   | Глумац/ица       | Филмови и серије | Име лика/ликова                        |
| --- | ---------------- | --- | -------------------------------------- |
| 1.  | Хедер Лангенкамп | Страва у Улици брестова Страва у Улици брестова 3: Ратници снова Страва у Улици брестова 7: Нови и последњи кошмар Шокер Ја сам Ненси                | Ненси Томпсон                          |
| 2.  | Роберт Инглунд   | Страва у Улици брестова Страва у Улици брестова 3: Ратници снова Страва у Улици брестова 7: Нови и последњи кошмар Фредијеве ноћне море Ја сам Ненси | Фреди Кругер                           |
| 2.  | Роберт Инглунд   | Господар жеља | Рејмонд Бомон                          |
| 3.  | Џони Деп         | Страва у Улици брестова | Глен Ланц                              |
| 4.  | Џон Саксон       | Страва у Улици брестова Страва у Улици брестова 3: Ратници снова Страва у Улици брестова 7: Нови и последњи кошмар                                   | Доналд Томпсон                         |
| 5.  | Кортни Кокс      | Врисак Врисак 2 Врисак 3 Врисак 4 | Гејл Ведерс                            |
| 5.  | Дејвид Аркет     | Врисак Врисак 2 Врисак 3 Врисак 4 | Двајт „Дјуи” Рајрли                    |
| 6.  | Нев Кембел       | Врисак Врисак 2 Врисак 3 Врисак 4 | Сидни Прескот                          |
| 7.  | Мерил Стрип      | Музика срца | Роберта Гаспари (ном. за Оскара)       |
| 8.  | Кери Фишер       | Врисак 3 | Бјанка Бурнете                         |
| 9.  | Бред Пит         | Фредијеве ноћне море | Рик                                    |
| 10. | Сара Мишел Гелар | Врисак 2 | Сиси Купер                             |
| 11. | Џејми Кенеди     | Врисак Врисак 2 Врисак 3 | Ренди Микс                             |
| 12. | Лијев Шрајбер    | Врисак Врисак 2 Врисак 3 | Котон Вери                             |
| 13. | Лин Шеј          | Страва у Улици брестова Страва у Улици брестова 7: Нови и последњи кошмар                                                                            | наставница енглеског медицинска сестра |
| 14. | Бил Пулман       | Змија и дуга | Денис Алан                             |
| 15. | Роберт Хјустон   | Брда имају очи 1 Брда имају очи 2 | Боби Картер                            |